# SG Dynamo Erfurt
Die SG Dynamo Erfurt war eine Sportgemeinschaft mit Sitz in der damaligen Bezirkshauptstadt Erfurt. Sie war Teil des Systems von Sportgemeinschaften der Sportvereinigung Dynamo der sogenannten „Sicherheitskräfte“ der DDR (Polizei, Staatssicherheit, Zoll). Sie wurde überregional durch ihre Sektion Judo bekannt, während die Fußballsektion mit Ausnahme der Jahre 1951 bis 1953 nicht über die Drittklassigkeit hinauskam. Heimstätte der Fußballabteilung der thüringischen Polizeisportgemeinschaft war der „Sportplatz am Kühlhaus“. 

## Sektion Fußball
Vorgänger der SG Dynamo Erfurt war die im Jahr 1948 in Weimar gegründete SG Deutsche Volkspolizei. Im Schatten des zivilen Lokalrivalen SG Weimar Ost bzw. BSG KWU Weimar gelang der SG DVP 1951 als Meister der Landesklasse Thüringen der Aufstieg in die DDR-Liga. In der zweiten Spielzeit der 1950 neu geschaffenen zweithöchsten ostdeutschen Spielklasse konnte der Polizeisportgemeinschaft mit einem fünften Rang den Klassenerhalt sichern. Im Juli 1952 wurde die SG DVP von Weimar nach Erfurt verlegt, wo sie zunächst als SG Deutsche Volkspolizei Erfurt mit der Spielstätte Sportplatz Daberstedt antrat. Im Zuge der Gründung der Sportvereinigung Dynamo wurde die Sportgemeinschaft im März 1953 in Dynamo Erfurt umbenannt. 
Dynamo Erfurt konnte den Vorjahresplatz der Weimarer nicht halten und stieg trotz knappen Rückstandes auf Chemie Lauscha gemeinsam mit Aktivist Kaiseroda in die Bezirksliga Erfurt ab. 1958 und 1960 stieg Dynamo  vor Motor Rudisleben und der zweiten Vertretung von Turbine Erfurt noch zweimal in die damals drittklassige II. DDR-Liga auf. Im DDR-Fußballpokal erreichte Dynamo Erfurt unter Trainer Helmut Nordhaus 1960 das Viertelfinale, unterlag Chemie Halle aber deutlich mit 1:8.  Mit der Ligareform und der damit verbundenen Auflösung der II. DDR-Liga spielte Erfurt ab 1963 wieder in der Bezirksliga.
Eine Rückkehr in den höherklassigen Fußball gelang Dynamo Erfurt in der Folgezeit nicht mehr. In der Saison 1967/68 erfolgte eine Umbenennung in „SG Dynamo Erfurt-Süd“ und am Saisonende kam es zum Abstieg in die viertklassige Bezirksklasse. Nach der deutschen Wiedervereinigung und der Auflösung der DDR-Sicherheitsorgane löste sich 1990 auch die SG Dynamo auf. Mehrere Sektionen der bisherigen SG gründeten den „Polizei SV Erfurt“.

## Statistik
- Teilnahme DDR-Liga: 1951/52 (Volkspolizei Weimar), 1952/53
- Teilnahme II. DDR-Liga: 1959, 1961/62, 1962/63
- Ewige Tabelle der DDR-Liga: Rang 131

## Personen
- Helmut Nordhaus, trainierte die Mannschaft von 1959 bis 1964
- Siegfried Vollrath, ließ nach 154 Oberligaspielen für Turbine Erfurt ab 1959 seine Karriere bei der SG Dynamo ausklingen